# Greenback (Tennessee)
Greenback es una ciudad ubicada en el condado de Loudon en el estado estadounidense de Tennessee. En el Censo de 2010 tenía una población de 1.064 habitantes y una densidad poblacional de 50,81 personas por km².

## Geografía
Greenback se encuentra ubicada en las coordenadas 35°38′56″N 84°9′58″O / 35.64889, -84.16611. Según la Oficina del Censo de los Estados Unidos, Greenback tiene una superficie total de 20.94 km², de la cual 20.57 km² corresponden a tierra firme y (1.74%) 0.37 km² es agua.

## Demografía
Según el censo de 2010, había 1.064 personas residiendo en Greenback. La densidad de población era de 50,81 hab./km². De los 1.064 habitantes, Greenback estaba compuesto por el 97.59% blancos, el 0.94% eran afroamericanos, el 0.21% eran amerindios, el 0.52% eran asiáticos, el 0.01% eran isleños del Pacífico, el 0.66% eran de otras razas y el 0.73% pertenecían a dos o más razas. Del total de la población el 0.94% eran hispanos o latinos de cualquier raza.